# Bernadette Rauter
Bernadette Rauter detta Berni (Breitenwang, 8 agosto 1949) è un'ex sciatrice alpina austriaca.

## Biografia
Sciatrice polivalente originaria di Lermoos, Bernadette Rauter debuttò in campo internazionale in occasione del 30º trofeo Arlberg-Kandahar, il 16 gennaio 1965 a Sankt Anton am Arlberg in slalom speciale (20ª); in Coppa del Mondo esordì l'11 gennaio 1967 a Grindelwald in slalom gigante (25ª) e ottenne il primo risultato di rilievo il 19 gennaio successivo sulle nevi di Schruns in slalom speciale (10ª). L'anno seguente esordì ai Giochi olimpici invernali: a Grenoble 1968 ottenne l'8º posto nello slalom speciale, valido anche per i Mondiali 1968.
Il 28 febbraio 1969 a Squaw Valley conquistò la sua prima vittoria in Coppa del Mondo, nonché primo podio, in slalom speciale; i suoi successi nel circuito furono tre e l'ultimo fu quello ottenuto nello slalom speciale disputato il 3 gennaio 1970 a Oberstaufen. Il mese dopo, ai Mondiali di Val Gardena 1970, fu 15ª nello slalom gigante e 9ª nello slalom speciale. Il 4 gennaio 1971 si aggiudicò l'ultimo podio in Coppa del Mondo a Maribor, giungendo 2ª in slalom speciale dietro alla connazionale Annemarie Moser-Pröll; agli XI Giochi olimpici invernali di Sapporo 1972, suo congedo olimpico, ottenne il 9º posto nella discesa libera, valido anche per i Mondiali 1972. In Coppa del Mondo colse l'ultimo piazzamento a punti il 1º febbraio 1973 a Schruns in discesa libera (10ª) e prese per l'ultima volta il via il 10 febbraio successivo a Sankt Moritz nella medesima specialità (18ª).

## Palmarès

### Coppa del Mondo
- Miglior piazzamento in classifica generale: 10ª nel 1969
- 7 podi (2 in slalom gigante, 5 in slalom speciale):
  - 3 vittorie (1 in slalom gigante, 2 in slalom speciale)
  - 1 secondo posto
  - 3 terzi posti

#### Coppa del Mondo - vittorie
| Data             | Località          | Paese          | Specialità |
| ---------------- | ----------------- | -------------- | ---------- |
| 28 febbraio 1969 | Squaw Valley      | Stati Uniti    | SL         |
| 20 marzo 1969    | Waterville Valley | Stati Uniti    | GS         |
| 3 gennaio 1970   | Oberstaufen       | Germania Ovest | SL         |

Legenda:

GS = slalom gigante

SL = slalom speciale

### Campionati austriaci
- 6 medaglie[5][senza fonte]:
  - 2 argenti (discesa libera nel 1967; combinata nel 1969)
  - 4 bronzi (slalom gigante, slalom speciale nel 1969; discesa libera, slalom gigante nel 1970)

### Campionati austriaci juniores
- 7 medaglie[5][senza fonte]:
  - 4 ori (slalom gigante/1, slalom gigante/2, combinata nel 1964; discesa libera nel 1965)
  - 3 argenti (slalom speciale nel 1964; slalom gigante, combinata nel 1965)